# آدولفو ملندز
آدولفو ملندز (به اسپانیایی: Adolfo Meléndez) (۲ ژوئن ۱۸۸۴–۴ ژوئن ۱۹۶۸) دانشمند نظامی اسپانیایی بود که از موسسان رئال مادرید بود. وی سپس رئیس این باشگاه شد.
او دو دوره رئیس رئال مادرید بود. اولین دوره ریاست او بین سالهای ۱۹۰۸ تا ژوئیه ۱۹۱۶ و دومین دوره آن او بین ۴ اوت ۱۹۳۶ و ۲۷ نوامبر ۱۹۴۰ بود.